# Hortense de Beauharnais
Hortense de Beauharnais (10. dubna 1783, Paříž, Francie – 5. října 1837, zámek Arenenberg, Salenstein, Švýcarsko) byla královna Nizozemska jako manželka Ludvíka Bonaparte a matka císaře Napoleona III.

## Život
Otcem Hortense byl vikomt Alexandre de Beauharnais a matkou jeho manželka Joséphine roz. Tascher de la Pagerie. Po popravě otce během hrůzovlády (23. července 1794) a po druhém sňatku své matky (9. března 1796) se stala nevlastní dcerou Napoleona Bonaparteho. Vzdělání a výchovu získala v pensionátu Madame Campan, kde se seznámila s dalšími dcerami předních rodin.
Byla provdána za Napoleonova mladšího bratra Louise Bonaparte (sňatek 4. ledna 1802), který se stal roku 1806 králem holandským. Uzavření sňatku se uskutečnilo na přání Hortensiny matky, jejíž manželství s Napoleonem zůstalo bezdětné a která si slibovala od spojení své dcery s Bonapartem možnost následnictví Hortensiných potomků.

Chronicky a patologicky žárlivý Louis měl u každého těhotenství Hortense pochybnosti o svém otcovství. U první gravidity roku 1802 považoval za skutečného otce Napoleona a u třetího těhotenství měl být domnělým otcem hrabě Verhuell či hrabě Charles-Joseph de Flahaut. Žádná z uvedených možností není pravděpodobná. Louisova žárlivost se časem změnila na pronásledování spojené se špiclováním, což nakonec vedlo k rozchodu manželů (1810). Poté žila Hortense se svým milencem, generálem hrabětem Flahautem, se kterým otěhotněla a porodila mu svého čtvrtého syna Charlese Auguste Louise Josepha (1811–1865) – pozdějšího vévodu de Morny a ministra vnitra druhého císařství.

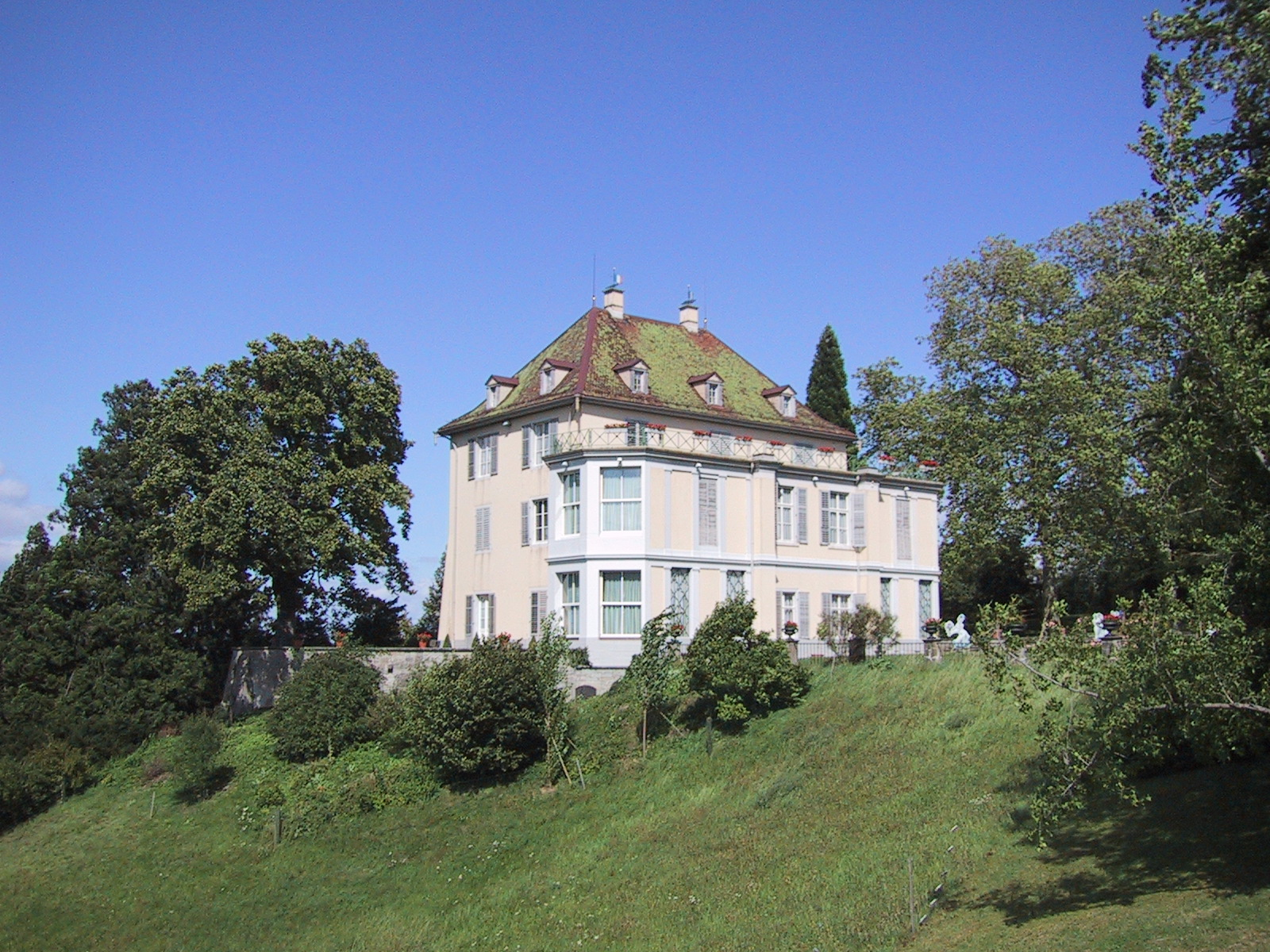
Zámek Arenenberg ve Švýcarsku

Přestože se Hortensina matka Josephine rozvedla s Napoleonem (1809) a sama Hortense odešla z rodiny Bonaparte, podporovala Napoleona velmi usilovně po jeho návratu z Elby, což po druhé restauraci Bourbonů vedlo k jejímu vypovězení z Francie. Cestovala po Německu a Itálii, až nakonec koupila ve švýcarském kantonu Thurgau zámek Arenenberg, kde pak trvale bydlela až do své smrti. Dnes je v zámku Napoleonovo museum. Po Hortense de Beauharnais byla nazvána květina hortenzie, která pochází z Ameriky a kterou bývalá holandská královna milovala, šlechtila a pěstovala.

## Potomci
Hortense v manželství s Louisem porodila postupně 3 syny:
- Napoléon Charles Bonaparte (10. prosince 1802 – 5. května 1807). Zemřel na záškrt. Byl chloubou a nadějí rodiny, jeho smrt hluboce otřásla celým Napoleonským klanem. Je pohřben v Saint-Leu-Le Foret.
- Napoleon Ludvík (11. října 1804 – 17. března 1831), velkovévoda z Bergu a Klévska, jako Ludvík II. v červenci 1810 holandský král po dobu 10 dní, ⚭ 1826 Šarlota Bonapartová (31. října 1802 – 2. března 1839), dcera bývalého španělského krále Josefa Bonaparta
- Karel Ludvík Napoléon (20. dubna 1808 – 9. ledna 1873), jako Napoleon III. francouzský císař v letech 1852–1870, ⚭ 1853 Evženie de Montijo (5. května 1826 – 11. července 1920)

S hrabětem a generálem Charlesem-Josephem de Flahautem (21. dubna 1785 – 1. září 1870) měla nemanželského syna:
- Charles de Morny (21. října 1811 – 10. března 1865), vévoda z Morny, ⚭ 1857 Sofija Sergejevna Trubeckaja (25. března 1838 – 27. července 1898)

## Tituly a oslovení
- 10. dubna 1783 – 4. ledna 1802: slečna Hortense de Beauharnais
- 4. ledna 1802 – 18. května 1804: paní Ludvíka Bonaparta
- 18. května 1804 – 5. června 1806: Její Císařská Výsost francouzská princezna Ludvíka Bonaparta
- 5. června 1806 – 1. července 1810: Její Veličenstvo holandská královna
- 5. července 1810 – 22. června 1815: Její Císařská Výsost francouzská princezna Ludvíka Bonaparta
- 22. června 1815 – 5. října 1837: hraběnka ze Saint-Leu

## Fotogalerie

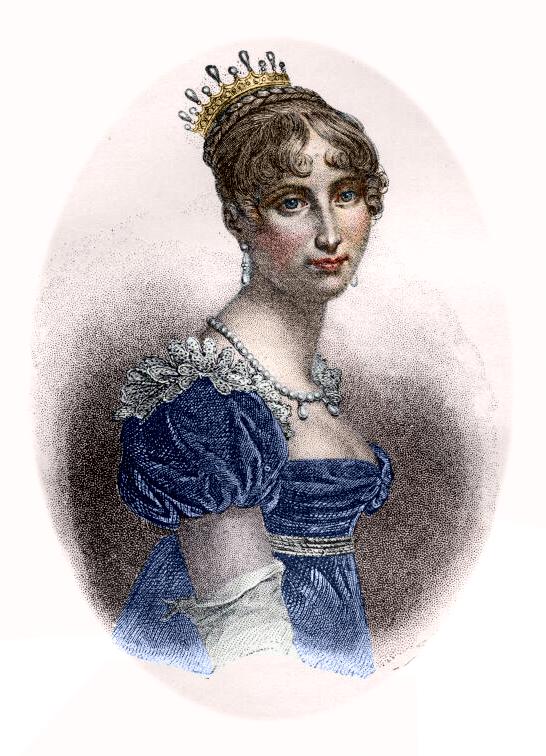
Autorem vyobrazení z roku 1836 je Louis Antoine Fauvelet de Bourrienne
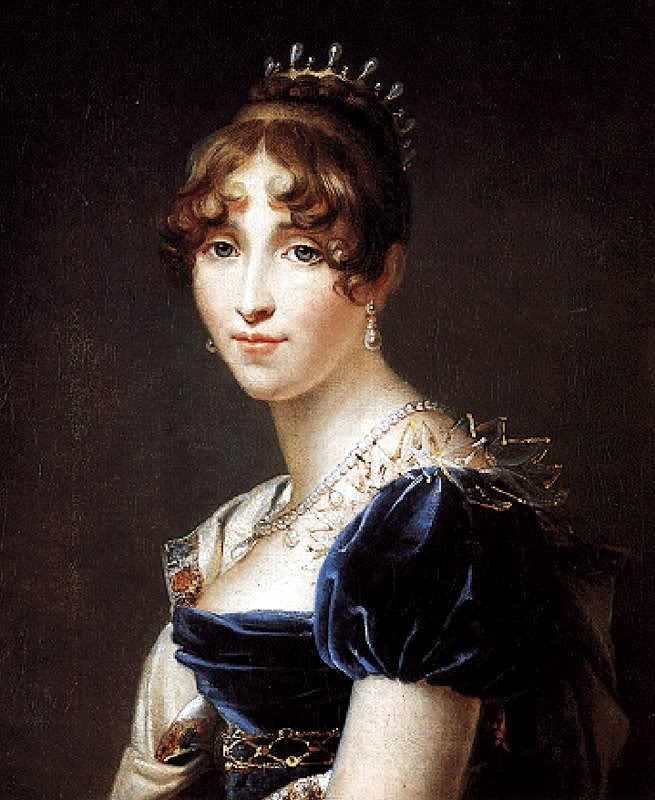
Autor: François-Pascal-Simon Gérard
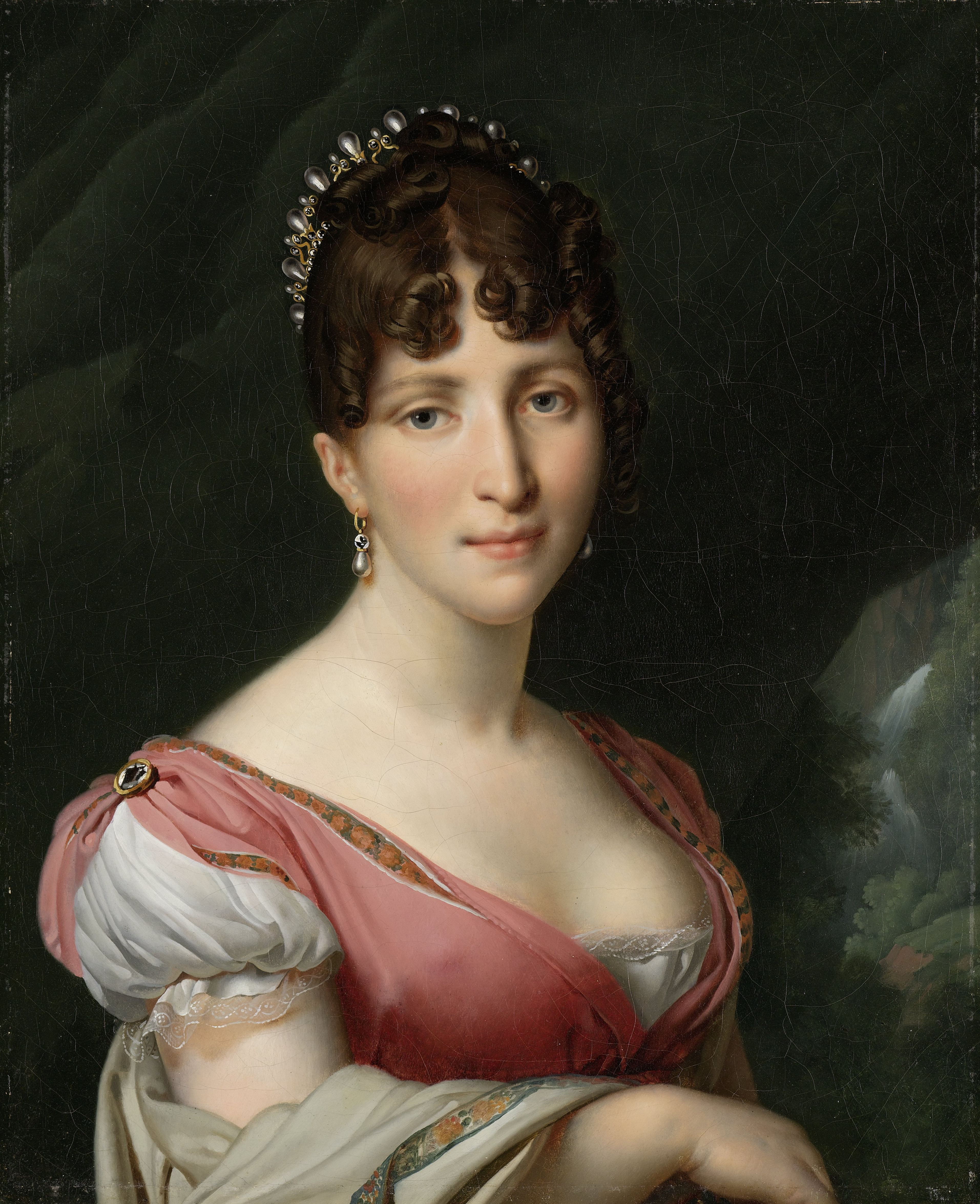
Malba z roku 1808, autorem je Anne-Louis Girodet-Trioson (1767–1824)
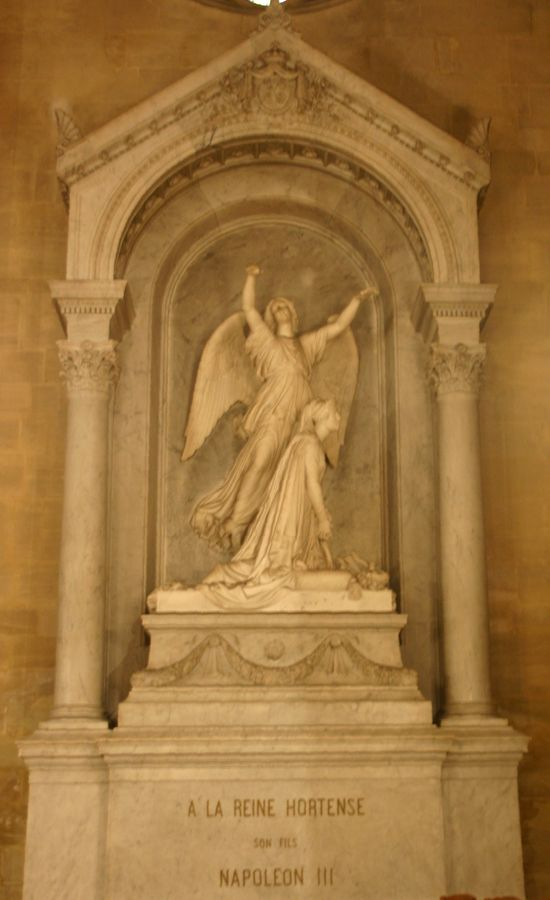
Hrobka Hortensie de Beauharnais – Saint Pierre Saint Paul – Rueil-Malmaison